# Alicia Dorado
Alicia Dorado   (la Corunya, desembre 1911 - la Corunya, 10 de juliol de 1937) és una anarquista gallega.
Membre destacada de la Federació Anarquista Ibèrica (FAI) a Galícia, va morir assassinada juntament amb el seu company i altres anarquistes durant una batuda de la Guàrdia Civil a la casa on es trobava.

## Biografia
Va néixer el desembre de 1911. La seva parella era un altre anarquista, el portuguès Julio Acevedo Veiga. Va prendre un paper de coordinació a la Federació Anarquista Ibèrica (FAI), ja que va establir vincles entre figures del moviment a Galícia. Mentre això passava, era llogatera al 6 del carrer del Carmen a La Corunya, i treballava com fornera, després de ser acomiadada del seu ofici de teixidora, a La Primera Coruñesa, per les seves activitats revolucionàries.
La casa de Dorado era una casa-refugi, habitatges que acollien i protegien a persones de la resistència antifranquista. Aquestes cases van esdevenir veritables nuclis d'organització, on es coordinaven els grups de la FAI, la CNT i altres forces polítiques per lluitar contra els colpistes. Les dones, amb més llibertat de moviment, van assumir la tasca de comunicació i coordinació entre els grups. A La Corunya, un infiltrat de la Guàrdia Civil va obtenir informació sobre la xarxa i es van assaltar les cases-refugi. Així, el 10 de juliol de 1937, va ser atacada la casa de María Otero, on van morir quatre anarquistes, inclosa Otero, i van ser detinguts dos membres de la xarxa que van ser torturats. De resultes de les confessions, una segona casa-refugi, la d'Alicia Dorado va ser descoberta.
Dorado es trobava a casa seva, on amagava dos responsables de la FAI, en Julio Acevedo Veiga i Antonio Fournerakis, quan la batuda de la Guàrdia Civil va caure sobre aquesta. Els guàrdies civils van entrar a l'edifici, van disparar i van matar a Dorado i Fournerakis. Acevedo va aconseguir escapar després de defensar-se, fugint per un sostre, però va ser capturat en un carrer proper i abatut per l'esquena.